# Lasiobelba vietnamica
Lasiobelba vietnamica är en kvalsterart som beskrevs av Balogh 1983. Lasiobelba vietnamica ingår i släktet Lasiobelba och familjen Oppiidae. Inga underarter finns listade i Catalogue of Life.